# Blackpool Gazette
Gazette Blackpool (commercialisé localement sous le nom de The  Gazette) est un journal basé à Blackpool dans le Lancashire. Publié tous les jours sauf le dimanche, il couvre les villes et les communes de la côte de Fylde. Il a été fondé en 1929 sous le nom de West Lancashire Evening Gazette avant d'être renommé Evening Gazette, puis Blackpool Gazette. L'histoire de ce journal remonte à une publication hebdomadaire fondée en 1873.

## Contexte
Le journal est publié par Blackpool Gazette & Herald Ltd, et est connu localement sous le nom de The Gazette. Deux autres hebdomadaires sont également publiés - le Lytham St.Annes Express et le Fleetwood Weekly News, et un hebdomadaire gratuit, le Blackpool Reporter. Tous sont la propriété de JPIMedia.
The Gazette publie également une version quotidienne en ligne en polonais, Witryana Polska - Polish Gazette pour répondre aux besoins de la communauté polonaise locale.
The Gazette avait un lien étroit avec le club de football local Blackpool F.C. jusqu'à la relégation du club de la Premier League en 2011. En 2014, le journal a décidé de supprimer la chronique hebdomadaire du président du club Karl Oyston "étant donné les commentaires dégoûtants et offensants" qu'il a faits à un fan de Blackpool. La réponse d'Oyston a été de ne plus reconnaître la Gazette comme un média local, mais de lui permettre d'assister uniquement aux conférences de presse nationales. Oyston a quitté le club en 2019.